# Ceratina lineola
Ceratina lineola är en biart som beskrevs av Joseph Vachal 1903. Ceratina lineola ingår i släktet märgbin, och familjen långtungebin. Inga underarter finns listade i Catalogue of Life.